# Jayne Heitmeyer
Jayne Heitmeyer est une actrice québécoise, née le 30 octobre 1960 à Montréal (Canada).

## Filmographie
- 1992 : Coyote : Pam
- 1993 : Vendetta II: The New Mafia (TV) : Blonde
- 1993 : Les Anges de la ville (Sirens) (série télévisée) : Off. Jessie Jaworski (1994-1995)
- 1996 : Sci-fighters : Dr. Kirbie Younger
- 1996 : Twists of Terror (TV) : Tanya
- 1997 : Liaisons scandaleuses (en) (An American Affair) de Sebastian Shah : Barbara
- 1997 : Suspicious Minds : Isabelle Whitmore
- 1997 : Hawk's Vengeance : Lizzie
- 1997 : No Contest II : Bobbi Bell
- 1998 : Les Dessous du crime (Dead End) : Katie Compton
- 1998 : Snake Eyes : Serena
- 1998 : Le Monde perdu (The Lost World) : Amanda White
- 1998 : Engrenage fatal (Out of Control) : Marlene
- 1997 : Night Man (série télévisée) : Lt. Briony Branca (1998-1999)
- 1999 : Requiem for Murder : Sylvia Tracy
- 1999 : A Twist of Faith : Beth Smith
- 1999 : P.T. Barnum (TV) : Jenny Lind
- 1999 : Invasion planète Terre (Earth: Final Conflict) (série télévisée) : Renee Palmer
- 2000 : XChange : Proponia
- 2000 : Fantômes d'amour (Believe) : Meredith Stiles
- 2000 : Stardom : Penelope Vargas
- 2000 : Le Fossile (Two Thousand and None) : Dr. Maeder
- 2000 : Meurtre à l'eau de rose (The Deadly Look of Love) (TV)
- 2002 : Matthew Blackheart: Monster Smasher (TV) : Ava
- 2002 : Gleason (TV) : Call Girl
- 2003 : Regards coupables (Nightlight) (TV) : Tasha Kinsley
- 2004 : Jack Paradise (Les nuits de Montréal) : Sinead
- 2005 : The Snake King (TV) : Dr. Susan Elters
- 2005 : Une mère sans défense (A Killer Upstairs) (TV) : Vivian Jamison
- 2005 : Voodoo Moon : Lola
- 2006 : Sous haute tension (Time Bomb) (TV) : DHS Agent Marin
- 2006 : Pretty Dead Flowers : Samantha kovaks
- 2005 : Canadian Case Files (série télévisée) : Tina Marlatt (2006)